# Wzgórza Kiełczyńskie
Wzgórza Kiełczyńskie – wzgórza w południowo-zachodniej Polsce na Przedgórzu Sudeckim w województwie dolnośląskim. Zgodnie z podziałem fizycznogeograficznym (według Kondrackiego i Walczaka) jest to mikroregion należący do mezoregionu Masyw Ślęży.

## Położenie
Wzgórza położone są na obszarze Ślężańskiego Parku Krajobrazowego, około 10 km na południowy wschód od Świdnicy, w południowo-zachodniej części Masywu Ślęży, między Przełęczą Jędrzejowicką na wschodzie a miejscowością Krzczonów na zachodzie. Zbocza południowe opadają w stronę Kotliny Dzierżoniowskiej.

## Charakterystyka
Wzgórza odchodzą niewielkim odgałęzieniem od Raduni w kierunku zachodnim, stanowią podjednostkę Masywu Ślęży. Jest to około pięciokilometrowe pasmo niewysokich wzgórz, stanowiące zachodnie ramię Masywu Ślęży, ciągnące się od Przełęczy Jędrzejowickiej w kierunku zachodnim. W zachodniej części formy pasma stają się łagodniejsze. Wzgórza ze względu na stromość zboczy nabrały charakteru pasma górskiego. Szczyty nie przekraczają wysokości 470 m n.p.m., wszystkie położone są w części grzbietowej. Grzbiet wzgórz biegnie równoleżnikowo, wznosi się z niego kilka bezimiennych wzniesień (346, 338, 346,3 i 395 m n.p.m.) oraz najwyższy szczyt pasma Szczytna o wysokości 466 m n.p.m., za którym grzbiet wyraźnie opada w kierunku wschodnim do Przełęczy Jędrzejowickiej (277 m n.p.m.).

### Budowa
Wzgórza zajmują północno-wschodni fragment niecki śródsudeckiej, na oderwanym i wypiętrzonym fragmencie formacji skalnej Masywu Czeskiego. Obszar ten powstał w czasie najstarszych ruchów górotwórczych i nie podlegał zmianom w czasie późniejszych fałdowań. Ostateczny wygląd wzgórza otrzymały w okresie epoki lodowcowej, kiedy to lądolód skandynawski przykrył wzgórza, a następnie naniósł w doliny grubą warstwę osadów. Wzgórza zbudowane są ze skał metamorficznych, powstałych z przeobrażenia skał ultrazasadowych, tworzą go serpentynity z żyłkami magnezytu, kwarcu, chalcedonu i opalu, a sporadycznie występuje tu także nefryt, półszlachetna odmiana serpentynitu. Łagodniejsze stoki wzgórz pokryte są formami poglacjalnymi i utworami młodszymi, przeważnie czwartorzędowymi. W utworach czwartorzędowych występują plejstoceńskie, utwory lessopodobne, plejstoceńskie piaski i żwiry lodowcowe oraz gliny zwałowe. W kilku miejscach w części szczytowej wzgórz pojawiają się formy skalne w postaci wychodni serpentynitów, zwykle przybierające postać wydłużonych grzbietów.

### Rzeźba
Wzgórza charakteryzują się mało urozmaiconą rzeźbą terenu o płaskich wierzchołkach wzniesień i dość stromym nachyleniu zboczy południowych i północnych, całe pasmo ma kształt wrzeciona i stanowi jedną całość. Wzgórza mają charakterystyczną strukturę dla grzbietów i wzgórz wyspowych. Naturalne odsłonięcia skalne są stosunkowo częste i ograniczają się jedynie do partii szczytowej. Najwyższą wysokość wzgórza osiągają we wschodniej części. Na obszarze wzgórz występują grupy skalne oraz pojedyncze skały.

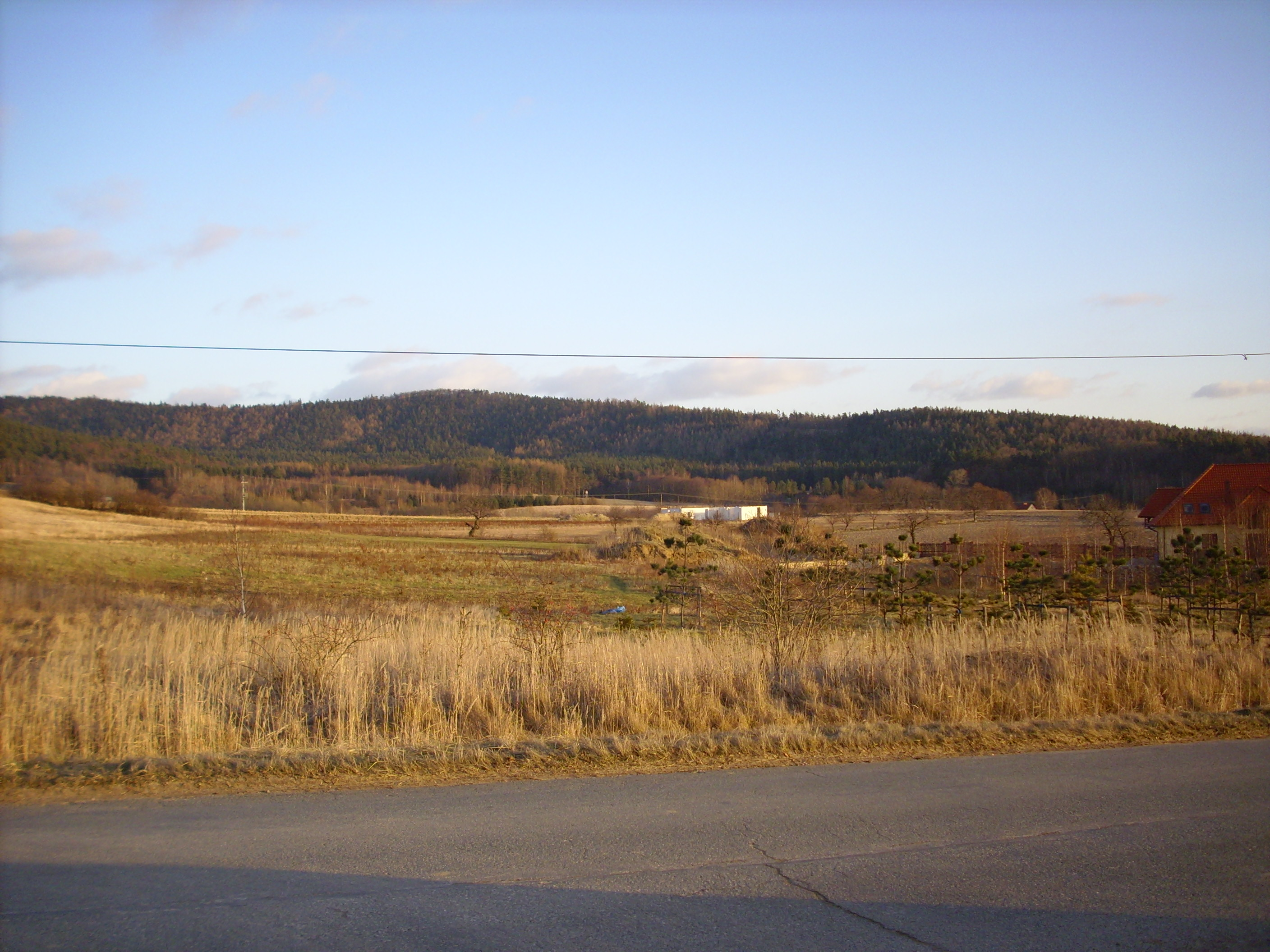
Wzgórze Kiełczyńskie

### Krajobraz
Krajobraz jest urozmaicony i posiada znaczące walory krajobrazowe. Cały obszar pasma jest górzysty. Pasmo przedstawia krajobraz niskich gór, z wyraźnie zaznaczonymi wzniesieniami. Szczyty są kopulaste, w całości zalesione z wyraźnym podkreśleniem zboczy. Cały obszar wzgórz porośnięty lasem mieszanym, niewielką część obszaru na niżej położonych zboczach zajmują łąki i pola uprawne. Krajobraz naturalny z enklawami krajobrazu pierwotnego. Pierwotny niskogórski charakter krajobrazu w większości został zachowany.

### Klimat
Klimat podgórski typowy dla większości obszaru Masywu Ślęży, gdzie mieszają się cechy klimatu oceanicznego kontynentalnego i górskiego. Jest to klimat ciepły, łagodny o umiarkowanej wilgotności. Przeważają wiatry nawiązujące do regionalnej cyrkulacji atmosferycznej, z przewagą kierunku zachodniego, o średnich prędkościach 3–3,5 m/s. W rejonie grzbietu prędkości wiatru wzrastają do 3,5–5 m/s. Średnioroczna temperatura powietrza wynosi 8 °C. Najniższe temperatury notuje się w styczniu, najwyższe w lipcu. Średnioroczne opady wynoszą około 580–700 mm, maksymalne opady notuje się w lipcu, minimalne w styczniu. Czas zalegania pokrywy śnieżnej wynosi od 50 do 60 dni. Wilgotność powietrza jest umiarkowana i sprzyja wegetacji roślin. Okres wegetacyjny wynosi około 220 dni i jest jednym z dłuższych w Polsce.

### Flora i fauna
Klimat i budowa geologiczna sprawiają, że świat roślinny wzgórz odznacza się różnorodnością, występuje tu wiele gatunków górskich. Stoki masywu niemal w całości pokrywa las mieszany. Wzgórza zamieszkuje głównie fauna leśna, bogata w gatunki górskie.

### Wody
Wzgórza należą do zlewiska Morza Bałtyckiego, położone są w dorzeczu Odry. Największą rzeką zbierającą wody ze wzgórz jest Piława odwadniająca swoimi dopływami południowe zbocza i Czarna Woda odwadniająca północne zbocza.

### Miejscowości
W najbliższej okolicy wzgórz położone są miejscowości: Książnica, Kiełczyn, Jędrzejowice, Gogołów, Wirki i Wiry.

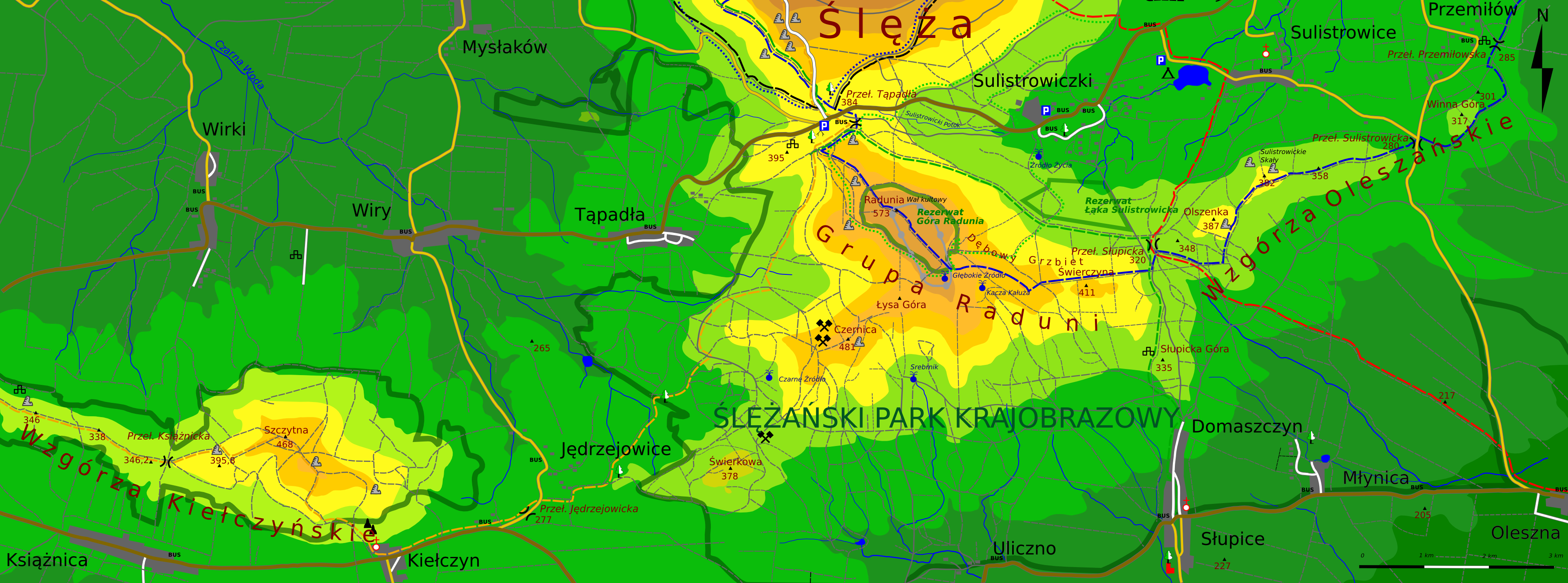
Położenie wzgórz w południowej części masywu Ślęży

## Inne
- Zbudowane z serpentynitów wzgórza w przeszłości stanowiły teren intensywnego wydobycia serpentynitu i towarzyszących mu minerałów. Na zboczach pozostało wiele śladów po dawnych łomach. Obecnie duża kopalnia magnezytu, który towarzyszy serpentynitowi, znajduje się między Wirkami a Wirami po północnej stronie pasma; maja znaczenie dla gospodarki leśnej.
- U południowego podnóża Wzgórz, w Kiełczynie poniżej leśniczówki znajduje się głaz ku pamięci działacza Towarzystwa Gór Sowich (niem. EGV – Eulengebirgsverein), doktora Winklera z Dzierżoniowa, który był projektodawcą budowy drewnianej wieży na Wielkiej Sowie i propagatorem turystyki na terenie Wzgórz Kiełczyńskich. Głaz ufundowała Federacja Towarzystw Górskich przy Sowie EGV, tablicę odsłonięto 10 października 1909 roku. Głaz do niedawna był uszkodzony i przewrócony. Odnowiono go w 2006 roku przy okazji odrestaurowania pomnika poległych w I wojnie światowej mieszkańców okolicznych miejscowości.

## Ciekawostki
- Herb Kiełczyna nawiązuje do Wzgórz Kiełczyńskich, które w herbie przedstawione są jako zielone trójwzgórze.
- Na Wzgórzach Kiełczyńskich w latach 30. XX wieku uprawiano sport szybowcowy[1].
- Z granitu i serpentynitu ze Wzgórz Kiełczyńskich w przeszłości wyrabiano prymitywne narzędzia i broń.
- Głaz ku pamięci dr. Winklera powstał z przepołowionego głazu narzutowego, czerwonego granitu skandynawskiego, znalezionego na Wzgórzach Kiełczyńskich. Druga część głazu została ustawiona 19 września 1909 roku koło Kamionek, w miejscu nagłej śmierci Richarda Tamma[2].
- Wzgórza stanowią najbogatsze stanowisko zanokcicy serpentynowej (Asplenium adulterinum) w Polsce, które występują na ścianach nieczynnych kamieniołomów w zachodniej części pasma.

## Turystyka
Partią szczytową wzgórz prowadzi szlak turystyczny  żółty – prowadzący ze Świdnicy na Ślężę, przez Gogołów, Przełęcz Tąpadła.
Z podnóży roztaczają się dalekie panoramy, z południowej strony na Góry Sowie, a z północnej Masyw Ślęży.